# Кафа и здравље
Кафа садржи неколико компоненти за које је познато да изазивају хемијске реакције у људском организму. Само зрно кафе има састојке који су за људе психотропски као нуспроизвод телесног одбрамбеног механизма. Те хемикалије су отровне ако се конзумирају у великим дозама.

## Кафа као стимуланс
Важан састојак кафе је кофеин, који се понаша као стимуланс. Управо то је разлог зашто се кафа најчешће конзумира ујутру и за време рада. Студенти који спремају испите до касно у ноћ често користе кафу да би остали будни. Многи запослени праве паузу за кафу када осете мањак енергије.
Скорашња истраживања су открила, до сада непознате, додатне стимулативне ефекте кафе који нису последица присутности кофеина. Кафа садржи и неку, за сада, непознату хемијску супстанцу која стимулише производњу адреналина и кортизона.
У ситуацијама када неко жели да ужива у укусу кафе, али не и у њеном стимулативном ефекту, могуће је користити и кафу без кофеина. То је кафа из које је одстрањена скоро целокупна количина присутног кофеина, или помоћу швајцарског воденог процеса (који подразумева натапање сирових зрна кафе у води која апсорбује кофеин) или коришћењем хемијских ратварача као што је трихлороетилен, или, популарнији метилен хлорид, у сличном процесу. Као растварач се понекад користи и етил ацетат; у том случају се добијена пречишћена кафа означава као кафа са „природно одстрањеним кофеином“ пошто се етил ацетат у природи може наћи у воћу. Понекад се у процесу одстрањивања кофеина користи и угљен-диоксид.
Кафа без кофеина обично има слабији укус и повећану горчину у односу на класичну кафу. Постоје и друге алтернативе кафи које имају сличан укус, али не садрже кофеин. Такве замене су обично доступне у инстант варијанти.
Зависност од кофеина и симптоми који се појављују када особа престане да пије кафу су добро познати и документовани.

## Добре стране
- Смањен ризик од појаве Алцхајмерове болести
- Смањен ризик од стварања камена у људском организму
- Смањен ризик од појаве Паркинсонове болести
- Побољшане когнитивне перформансе
- Аналгетички ефекат
- Смањен ризик од појаве дијабетеса типа 2
- Смањен ризик од појаве неких врста канцера
- Заштитни ефекат за људско срце
- Лаксатив/диуретик
- Антиоксидант
- Спречавање зубног каријеса
- Смањен ризик од појаве гихта

## Ризици
- Могућа појава несанице
- Могућа појава опстипације
- Неке врсте кафе повећавају ниво холестерола у организму
- Могући негативни утицај на труднице